# المشرعي (الحيمة الخارجية)

تعديل مصدري - تعديل

المشرعي هي إحدى قرى عزلة المخلاف بمديرية الحيمة الخارجية التابعة لمحافظة صنعاء، بلغ تعداد سكانها 47 نسمة حسب تعداد اليمن لعام 2004.